# Tronville-en-Barrois
Tronville-en-Barrois – miejscowość i gmina we Francji w departamencie Moza, w regionie Lotaryngia. Według danych na rok 2007 gminę zamieszkiwało 1708 osób.